# Bazhou
Bazhou (en chino, 巴州区; pinyin, Bāzhōu; literalmente, ‘territorio Ba’) es un distrito urbano bajo la administración directa de la ciudad-prefectura de Bazhong. Se ubica en la provincia de Sichuan, centro-sur de la República Popular China. Su área es de 1403 km² y su población total para 2012 superó los 820 mil habitantes. 

## Administración
Desde 2019, el distrito Bazhou se divide en 25 pueblos que se administran en 9 subdistritos, 14 poblados y 2 villas.